# Автошлях Т 1733
Автошля́х Т 1733 вилучений з територіальних шляхів та розділений на два шляхи: шлях районного значення С172502(  https://www.openstreetmap.org/relation/11896109 [Архівовано 16 жовтня 2021 у Wayback Machine.]) та шлях обласного значення О1725350 (https://www.openstreetmap.org/relation/2375703 [Архівовано 16 жовтня 2021 у Wayback Machine.]) — автомобільний шлях територіального значення у Полтавській області. Проходить територією Шишацького та Диканського районів через Шишаки — Балясне. Загальна довжина — 25,7 км.

## Маршрут
Автошлях проходив через такі населені пункти:
| Автошлях Т 1733    |        |
| Полтавська область |        |
| Шишацький район    |        |
| Шишаки             | Т 1720 |
| Пелагеївка         |        |
| Самари             |        |
| Першотравневе      |        |
| Пришиб             |        |
| Коляди             |        |
| Диканський район   |        |
| Нелюбівка          |        |
| Дейнеківка         |        |
| Балясне            | Т 1718 |